# Palasea miniata
Palasea miniata is een vlinder uit de familie spinneruilen (Erebidae), onderfamilie donsvlinders (Lymantriinae). De wetenschappelijke naam van deze soort is voor het eerst geldig gepubliceerd in 1907 door Grünberg.
De soort komt voor in tropisch Afrika.